# Lady Mary Wroth
Lady Mary Wroth (1587-1653) fue una poeta inglesa del Renacimiento. Miembro de una distinguida familia literaria, Lady Wroth fue una de las primeras escritoras inglesas que logró una reputación duradera. Mary Wroth era sobrina de Mary Sidney (condesa de Pembroke y una de las escritoras y mecenas más distinguidas del siglo XVI), y de Sir Philip Sidney, un famoso poeta-cortesano isabelino.

## Biografía
Debido a que su padre, Robert Sidney, fue gobernador de Flushing, Wroth pasó gran parte de su infancia en la casa de Mary Sidney, en el Castillo de Baynard en Londres y en Penshurst Place. Penshurst Place fue una de las grandes casas de campo del período isabelino y jacobeo. Fue un centro de actividad literaria y cultural y su amable hospitalidad es elogiada en el famoso poema de Ben Jonson To Penshurst. Durante una época en la que la mayoría de las mujeres eran analfabetas, Wroth tuvo el privilegio de recibir una educación formal, que obtuvo de tutores domésticos bajo la guía de su madre. De joven, Lady Mary pertenecía al círculo íntimo de amigos de la reina Ana y participaba activamente en máscaras y entretenimientos.